# Консьєрж (фільм)
«Консьєрж» (англ. For Love or Money) — романтична комедія 1993 року від режисера Баррі Зонненфелда з Майклом Джей Фоксом і Габріель Анвар у головних ролях.

## Сюжет
Даг Айрленд працює в розкішному готелі консьєржем. Він добре справляється зі своєю роботою, приділяє увагу кожному клієнту, вміє дати пораду. Кожен цент своїх чайових чоловік заощаджує, щоб здійснити свою мрію — відкрити власний готель. Ідея Дага отримує підтримку у мільйонера Крістіана Гановера. У свою чергу консьєрж має піклуватися про його коханку Енді Гарт, дівчину в яку закоханий і сам Даг. Консьєрж завжди прикриває Крістіана, коли багатій запізнюється на побачення або щоб уникнути знайомства з дружиною. Даг дізнається, що обіцянка розлучитися — обман, а дівчині стає відомо, що Крістіан використовує співробітника податкової служби, щоб змусити підписати передачу прав на готель Гановеру. Даг не підписує документи.
На весіллі Дага з Енді чоловік отримує інвестицію для розвитку свого готелю.

## У ролях
| Актор           | Роль              |
| --------------- | ----------------- |
| Майкл Джей Фокс | Даг Айрленд       |
| Габріель Анвар  | Енді Гарт         |
| Ентоні Гіггінс  | Крістіан Гановер  |
| Боб Балабан     | Ед Дрінквотер     |
| Майкл Такер     | Геррі Вегман      |
| Файвуш Фінкель  | Мілтон Глікмен    |
| Дебра Монк      | місіс Вегман      |
| Удо Кір         | містер Гіммельмен |
| Ден Гедайя      | Джин Сальваторе   |
| Саверіо Гуерра  | Кармен            |
| Габор Морея     | метрдотель        |
| Айзек Мізрахі   | Джуліан Расселл   |
| Лашанз          | Нора              |

## Створення фільму

### Виробництво
Зйомки фільму проходили в Нью-Йорку, США.

### Знімальна група
- Кінорежисер — Баррі Зонненфелд
- Сценаристи — Марк Розентал, Лоренс Коннер
- Кінопродюсер — Браян Грейзер
- Композитор — Брюс Бротон
- Кінооператор — Олівер Вуд
- Кіномонтаж — Джим Міллер
- Художник-постановник — Пітер С. Ларкін
- Артдиректор — Чарлі Біл
- Художник-декоратор — Леслі Роллінс
- Художник з костюмів — Сьюзен Лайлл
- Підбір акторів — Джон С. Лайонс[2]

## Сприйняття
Фільм отримав переважно негативні відгуки. На сайті Rotten Tomatoes оцінка стрічки становить 32 % на основі 19 відгуків від критиків (середня оцінка 4,4/10) і 45 % від глядачів із середньою оцінкою 2,9/5 (9 055 голоси). Фільму зарахований «гнилий помідор» від кінокритиків та «розсипаний попкорн» від глядачів, Internet Movie Database — 6,1/10 (10 418 голосів).